# 薛禄故居遗址
薛禄故居遗址，位于中国山东省青岛市黄岛区薛家岛街道，为明代军事将领薛禄的故居原址。
薛禄，原名薛六，祖籍陕西韩城，生于山东胶州，其出生地现属黄岛区薛家岛街道。薛禄早年为燕王朱棣麾下骑兵，历成祖、仁宗、宣宗三朝，历任指挥佥事、都督佥事、骠骑将军、后军都督、太子太保、镇朔大将军，封世袭阳武侯，死后赠鄞国公，谥忠武。万历二十七年（1599年），胶州知州汪兆龙在州治南建阳武侯祠，据称该祠位于薛家岛，乾隆、道光年间曾重修，1940年代末拆除。
1997年，当地在薛禄故居遗址立碑纪念。2001年3月16日，薛禄故居遗址列入黄岛区文物保护单位。遗址现位于滨海大道南侧绿化带中。
2013年，薛家岛发现“薛侯祖墓”石匾，被认为是薛禄之父薛遇林墓遗存，现置于薛禄故居遗址西500余米处。

## 图集
- 1997年薛禄故居遗址碑背面
- “薛侯祖墓”石匾